# Acaulis
Genre
Acaulis est un genre d'hydrozoaires de la famille des Acaulidae.

## Liste d'espèces
Selon Catalogue of Life (6 septembre 2015) :
- Acaulis primarius Stimpson, 1854
- Acaulis rosae (Verrill, 1878)

Selon ITIS (6 septembre 2015) :
- Acaulis primarius Stimpson, 1854

Selon World Register of Marine Species (6 septembre 2015) :
- Acaulis primarius Stimpson, 1854
- Acaulis rosae (Verrill, 1878)